# 밀라이미스 마린
밀라이미스 데 라 카리다드 마린 포트리예(스페인어: Milaimys de la Caridad Marín Potrille, 2001년 3월 16일~)는 쿠바의 레슬링 선수이다. 2024년 하계 올림픽 자유형 여자 헤비급에서 동메달을 획득했다.

## 경력
2018년 10월 아르헨티나 부에노스아이레스에서 열린 2018년 하계 청소년 올림픽 여자 자유형 73kg 부문에서 아르헨티나의 린다 마추아를 꺾고 금메달을 획득했다. 이듬해인 2019년에 9월에는 카자흐스탄 누르술탄에서 열린 2019년 세계 선수권 대회에 참가했으며 첫 상대인 폴란드의 다리아 팔린스카에게 패해 탈락했다. 10월에는 헝가리 부다페스트에서 열린 2019년 세계 U-23 선수권 대회에 참가하여 중국의 왕샤오첸을 꺾고 우승했다.
2023년 11월 칠레 산티아고에서 열린 2023년 팬아메리칸 게임 여자 76kg 부문에서 콜롬비아의 타티아나 렌테리아를 꺾고 금메달을 획득했다.
2024년 8월 프랑스 파리에서 열린 2024년 하계 올림픽에 참가했으며 동메달 결정전에서 키르기스스탄의 아이페리 메데트 크즈를 꺾고 동메달을 획득했다.